# Přibice
Přibice (deutsch Pribitz, früher auch Priebitz) ist eine Gemeinde in Tschechien. Sie liegt vier Kilometer südöstlich von Pohořelice und gehört zum Okres Brno-venkov.

## Geographie
Přibice befindet sich auf einer Terrasse am linken Ufer der Jihlava in der Thaya-Schwarza-Senke. Südöstlich erhebt sich der Slaniskový kopec (206 m). Gegen Westen liegt der Teich Starý rybník im Süden der Vrkoč. Südlich befindet sich das Waldgebiet Bedřichův les (Fedrech). Am nördlichen Ortsrand verläuft die Bahnstrecke Vranovice–Pohořelice.
Nachbarorte sind Smolín und Úlehla im Norden, Žabčice und Přísnotice im Nordosten, Vranovice im Osten, Pouzdřany im Südosten, Ivaň im Süden, Hornoleský Dvůr, Nová Ves und Vilémov im Südwesten, Mariánský Dvůr und Velký Dvůr im Westen sowie Pohořelice im Nordwesten.

## Geschichte
Archäologische Funde weisen eine Besiedlung seit der Altsteinzeit nach. Die älteste Nachricht über die Kirche Johannes des Täufers in Briwiz stammt aus dem Jahre 1222. 1257 wurde die Kirche durch Bischof Bruno von Schauenburg erneut geweiht, es wird angenommen, dass sie während des Tatareneinfalls untergegangen war. Johann von Luxemburg überließ das Dorf 1327 den Brünner Johannitern. Dieser errichteten 1332 in Briwiz eine Kommende. 1520 erwarb Wilhelm II. von Pernstein das Dorf von dem Orden und schloss es an seine Herrschaft Židlochovice an; dieser war Pribitz bis zur Mitte des 19. Jahrhunderts untertänig. Der Ort hatte ab dem 16. Jahrhundert protestantische Pfarrer. In Pribitz siedelten sich auch hutterische Täufer an, die eine eigene Schule unterhielten. Sie wurden 1622 gezwungen, Mähren zu verlassen. Nach Ausbruch des Dreißigjährigen Krieges fielen 1619 die kaiserlichen Truppen unter Feldmarschall von Dampierre in das Dorf ein und plünderten es. Ein Jahr später wurde es von polnischen Truppen besetzt. Nach Kriegsende lag Pribitz größtenteils wüst, von den 57 Anwesen wurden nur noch neun bewirtschaftet. Die Pfarre erlosch und das Dorf wurde nach Vranovice gepfarrt. Später gehörte es zur Pfarre Pohořelice. 1716 bestand das Dorf aus 44 Wirtschaften. Beim kommissarischen Zensus von 1763 sind für Pribitz 388 Einwohner ausgewiesen, im Ort lebten 57 Bauernfamilien. 1775 wurde in Pribitz wieder eine Kuratgemeinde eingerichtet.
Nach der Aufhebung der Patrimonialherrschaften bildete Priebitz/Příbice  ab 1850 eine Gemeinde in der Bezirkshauptmannschaft Auspitz und dem Gerichtsbezirk Židlochovice. Im Jahre 1895 begann der Verkehr auf der Bahnstrecke Vranovice–Pohořelice. Zwischen 1948 und 1960 gehörte die Gemeinde zum Okres Židlochovice. Nach dessen Aufhebung wurde Příbice dem Okres Břeclav zugeschlagen. 1961 erreichte die Gemeinde mit 1310 Einwohnern ihre höchste Bevölkerungszahl. Im Jahre 1991 lebten in den 302 Wohnhäusern von Příbice 1010 Menschen.
Seit dem 1. Januar 2007 gehört die Gemeinde zum Okres Brno-venkov. Die Gemeinde Příbice führt ein Wappen und Banner.

## Gemeindegliederung
Für die Gemeinde Přibice sind keine Ortsteile ausgewiesen.

## Sehenswürdigkeiten
- Kirche Johannes des Täufers, seit 1222 nachweislich. Sie wurde im 16. Jahrhundert protestantisch
- Apostel-Kapelle, errichtet an einer Quelle, an der die hl. Kyrill und Method getauft haben sollen
- Rudolf Karpíšek-Kapelle
- Koubek-Kapelle
- mehrere Kreuze
- Teich Černé jezero
- Naturdenkmal Plačkův les a říčka Šatava, südlich des Dorfes